# 紅く燃ゆる太陽
『紅く燃ゆる太陽』（あかくもゆるたいよう）は、日本の男性アイドルグループ、NEWSの2枚目のシングル。

## 概要
初回生産限定盤と通常盤ではジャケットデザイン・収録曲が異なる。

## チャート成績
発売初週に18.6万枚を売り上げ、メジャーデビュー・シングル『希望~Yell~』に続き、オリコンチャートで2作連続の初登場1位を獲得。2003年 (平成15年) の175Rに続き、オリコン史上6組目の記録となる。

## 収録曲

### 初回生産限定盤
1. 紅く燃ゆる太陽
作詞：Satomi、作曲：Shusui, Stefan Engblom, Axel Bellinder、編曲：中西亮輔,Shusui, Stefan Engblom, Axel Bellinder、Poetry：山下智久
  - フジテレビ系『バレーボール・ワールドグランプリ2004』イメージソング

間奏に入る山下智久の台詞は本人が考案したものである。
発売期間中に行っていたイベント「SUMMARY of Johnnys World」では共演したKAT-TUNと共に歌っており、その模様は同タイトルのDVDでも見る事が出来る。
2. 忘れないさ~LIFE GOES ON~
作詞：久保田洋司、作曲：馬飼野康二、編曲：石塚知生
3. DREAMS
作詞：久保田洋司、作曲：Daniel Gibson, Julius, Bengtsson、編曲：新川博
4. 紅く燃ゆる太陽 (オリジナル･カラオケ)

### 通常盤
1. 紅く燃ゆる太陽
2. 忘れないさ~LIFE GOES ON~
3. BEACH ANGEL
作詞：zopp、作曲：安部純、編曲：船山基紀
サザンオールスターズを意識した真夏の砂浜を舞台にしたラブストーリーで、女性の身体や太陽の比喩として、オレンジやパパイヤといった果物をフレーズに使用している[2]。

## 映像作品
紅く燃ゆる太陽
- SUMMARY of Johnnys world Digest
  - 錦戸、内は関ジャニ∞の仕事の為 6人で披露
- Never Ending Wonderful Story
  - 6人体制 初披露
- NEWS CONCERT TOUR pacific 2007 2008 -THE FIRST TOKYO DOME CONCERT
- NEWS LIVE DIAMOND
- NEWS DOME PARTY 2010 LIVE! LIVE! LIVE! DVD!
- NEWS LIVE TOUR 2012 〜美しい恋にするよ〜
  - 4人体制 初披露
- NEWS 10th Anniversary in Tokyo Dome
- NEWS ARENA TOUR 2018 EPCOTIA
- NEWS 15th Anniversary LIVE 2018 "Strawberry"
- NEWS DOME TOUR 2018-2019 EPCOTIA -ENCORE-
- NEWS 20th Anniversary LIVE 2023 in TOKYO DOME BEST HIT PARADE!!! 〜シングル全部やっちゃいます〜
  - 3人体制 初披露

忘れないさ 〜LIFE GOES ON〜
- Never Ending Wonderful Story
  - 6人体制 初披露

BEACH ANGEL
- Never Ending Wonderful Story
  - 6人体制 初披露
- NEWS CONCERT TOUR pacific 2007 2008 -THE FIRST TOKYO DOME CONCERT
- NEWS LIVE DIAMOND
- NEWS LIVE TOUR 2012 〜美しい恋にするよ〜
  - 4体制 初披露
- NEWS 15th Anniversary LIVE 2018 "Strawberry"

DREAMS
- SUMMARY of Johnnys world Digest
  - 錦戸、内は関ジャニ∞の仕事の為 6人で披露
- Never Ending Wonderful Story
  - 6人体制 初披露
- NEWS LIVE TOUR 2012 〜美しい恋にするよ〜
  - 4人体制 初披露